# Ferdinand von Stülpnagel (général, 1813)
Ne doit pas être confondu avec Ferdinand von Stülpnagel (général, 1781) ou Ferdinand von Stülpnagel (général, 1842).
Ferdinand Wolf Louis Anton von Stülpnagel (né le 10 janvier 1813 à Berlin et mort le 11 août 1885 sur Norderney) est un général d'infanterie prussien et chanoine de la cathédrale de Brandebourg.

## Biographie

### Origine
Ferdinand est issu de la famille noble d'Uckermark von Stülpnagel. Il est le fils aîné du Generalleutnant prussien Ferdinand von Stülpnagel (1781-1839) et de sa femme Johanna Henriette Albertine, née von Blankenstein (1786-1865).

### Carrière militaire
Stülpnagel étudie au lycée de Königsberg, où son père est commandant de la 1re brigade de la  Landwehr. Dès l'âge de 16 ans, il commence prématurément son service militaire le 1er mai 1829 dans le 3e régiment de grenadiers, où il devient drapeau portepee le 13 mai 1830 et est promu sous-lieutenant le 21 février 1831. Dans ce régiment, il est adjudant du 2e bataillon à partir de 1834, est commandé en août 1837 au corps des cadets de Berlin et enseigne notamment la gymnastique. Avec sa promotion au grade de premier lieutenant le 12 août 1840, il y est transféré.
En février 1847, sa demande d'entrer au service de l'armée schleswigoise-holsteinoise est certes rejetée, mais il reçoit le 27 mars une promotion au grade de capitaine, accompagnée d'une mutation dans le service actif des troupes en tant que commandant de compagnie dans le 24e régiment d'infanterie à Neuruppin. Il participe à la répression des insurrections à Berlin en 1848, où il récupère l'arsenal occupé, et en 1849 dans le Palatinat et dans le Bade. Après ces combats, son unité est entrée en garnison à Spandau.
Il est promu major et nommé commandant du 35e bataillon de Landwehr à Wriezen le 4 mars 1854. En 1855, il est ensuite transféré à Potsdam en tant que commandant du 3e bataillon du 20e régiment de Landwehr. Le 28 avril 1857, il est affecté à l'état-major général de la 7e division d'infanterie, d'où Stülpnagel est transféré un an plus tard à l'état-major général du 4e corps d'armée et promu lieutenant-colonel le 31 mai 1859. Il est ensuite transféré au 3e corps d'armée en tant que chef d'état-major général, dont le général commandant est , à partir de 1860, Frédéric-Charles de Prusse. Une étroite amitié se développe entre ces deux hommes tout au long de leur vie et ils mènent ensemble plusieurs réformes. C'est à ce poste que Stülpnagel est promu colonel le 18 octobre 1861.
Le 10 février 1863, Stülpnagel retourne au service des troupes et est nommé commandant du 41e régiment d'infanterie (de) à Thorn et Strasbourg-en-Prusse-Occidentale. Le 21 novembre 1864, alors qu'il est à la suite du régiment, il devient commandant de la 2e brigade d'infanterie, avant d'être à nouveau muté le 10 décembre 1864 au 3e corps d'armée en tant que chef d'état-major général. Il y est promu major général le 18 juin 1865.
Peu avant la guerre contre l'Autriche en 1866, Stülpnagel est nommé haut quartier-maître à l'état-major de la 1re armée (2e, 3e et 4e corps d'armée). Au cours de cette guerre, Stülpnagel participe aux batailles de Gitschin et Sadowa et reçoit le 20 septembre 1866 l'Ordre Pour le Mérite.
Le 30 octobre 1866, on lui confie le commandement de la 44e brigade d'infanterie à Cassel. Promu Generalleutnant, il reçoit à partir du 16 juillet 1867, sur l'intervention personnelle de son ami Frédéric-Charles, le commandement de la 5e division d'infanterie à Francfort-sur-l'Oder. Dans la guerre de 1870/71, il dirige cette division en tant que partie du 3e corps d'armée auprès de la 2e armée. Lors de la bataille de Mars-la-Tour, sa division est confrontée à un ennemi plusieurs fois supérieur en nombre, mais elle peut tenir sa position pendant plusieurs heures jusqu'à l'arrivée des renforts. Cela est l'une des clés du succès de cette bataille et permet d'enfermer l'armée française du Rhin dans la forteresse de Metz. Après la bataille, il rapporte à son commandant en chef : « Je me tiens là où je me tiens. Il est lui-même blessé à la jambe par un éclat d'obus et un cheval est abattu sous lui. Jusqu'à la reddition de la forteresse de Metz le 27 octobre 1870, il reste avec sa division en état de siège. Ce n'est qu'ensuite qu'il part en cure à Wiesbaden à cause de sa blessure et de ses rhumatismes. Après une courte convalescence, il est cependant de retour auprès de sa division et la mène encore à la bataille de Beaune-la-Rolande, où il lance avec une partie de sa division une attaque de dégagement pour le 10e corps d'armée, fortement pressé. Il contribue ainsi à la décision. Lors de cette bataille, Stülpnagel fait preuve d'un grand sens de l'initiative. Son ordre est de tenir sa position dans tous les cas afin de pouvoir accueillir les troupes allemandes en retraite. Contrairement à cet ordre, il passe à l'attaque et décide ainsi de la bataille. Après avoir participé avec succès à la bataille du Mans et à la fin des combats en France, il est décoré, entre autres, des feuilles de chêne du Pour le Mérite, de l'étoile du Commandeur de l'ordre de la Maison royale de Hohenzollern avec épées et d'une dotation de 100.000 thalers.
Après la guerre, il retourne d'abord dans son ancienne garnison avant d'être nommé le 18 octobre 1871 général commandant du 13e corps d'armée à Stuttgart, où il reçoit sa promotion au grade de général d'infanterie le 2 septembre 1873. Sa mission à Stuttgart consiste à réorganiser les unités wurtembergeoises selon le modèle prussien. Il n'exerce cependant ce commandement que jusqu'au 24 décembre 1873, date à laquelle il est nommé commandant de Berlin et chef de la gendarmerie d'État. Le 10 janvier 1874, le roi de Wurtemberg rend hommage à ses performances en lui décernant la Grand-Croix de l'Ordre du mérite militaire.
Stülpnagel est mis à la retraite le 16 octobre 1875, nommé chef du 48e régiment d'infanterie (pl) et décoré de la Grand-Croix de l'ordre de l'Aigle rouge avec feuilles de chêne et épées. À l'occasion de ses 50 ans de service, il reçoit le 10 janvier 1880 la Grand-Croix de Commandeur de l'Ordre Royal de la Maison de Hohenzollern avec épées sur l'anneau.
Il est décédé lors d'un séjour balnéaire à Norderney et est enterré quatre jours plus tard, le 15 août 1885, dans l'ancien cimetière de garnison de Berlin.

### Famille
Le 3 novembre 1841, Stülpnagel se marie avec Cäcilie Charlotte Konstanze von Lossau (1809–1886), fille du lieutenant-général Constantin von Lossau, à Berlin. Sept enfants au total sont nés de ce mariage :
- Ferdinand (1842-1912), général d'infanterie prussien
- Constantin (né et mort en 1844)
- Elizabeth Cécilie (1845-1846)
- Caecilie Elisabeth Ernestine (née en 1846), matrone à l'hôpital des diaconesses de Dantzig
- Agnes Marie Jeannet (née en 1848) mariée en 1869 avec Felix von Olberg (de) (1836-1900), lieutenant-colonel
- Maria Malvine Thérèse (1859-1860)
- Alfred Gustav (1851-1866)

### Honneurs
Le 48e régiment d'infanterie est surnommé "von Stülpnagel" par l'empereur Guillaume II le 27 janvier 1889.
La ville de Francfort-sur-l'Oder le fait citoyen d'honneur. Des rues de Custrine et de Berlin-Westend portent son nom.